# Cheffia
Cheffia (en arabe : الشافية), parfois orthographiée Chefia , est une commune de la wilaya d'El Tarf en Algérie. Elle fait partie de la daïra de Bouteldja.

## Géographie

### Localisation
La commune de Cheffia est située dans la partie centrale de la wilaya d'El Tarf à l'extrême Nord-est de l'Algérie, au relief montagneux.
Cheffia est au centre d’une région forestière qui se poursuit au-delà de la frontière tunisienne. Située sur les bords de l'oued el-Kébir, qui devient en aval l'oued Bounamoussa, la localité a donné son nom à l'ouvrage hydraulique, un barrage de retenue, construit sur ce cours d'eau.

### Superficie
Le territoire administratif de la commune s'étend sur une superficie d'environ 193 km2.

### Communes limitrophes[2]
Le territoire de la commune de Cheffia cerné par huit communes limitrophes, est délimité, à l'est par la commune de Zitouna, au sud-est par la commune de Aïn Karma, au sud par la commune de Bouhadjar, à l'ouest par la commune de Asfour, au sud-ouest par la commune de Hammam Beni-Salah, au nord par la commune de Lac-des-Oiseaux, au nord-est par la commune de Bouteldja, et au nord-ouest par la commune de Ben M'Hidi.

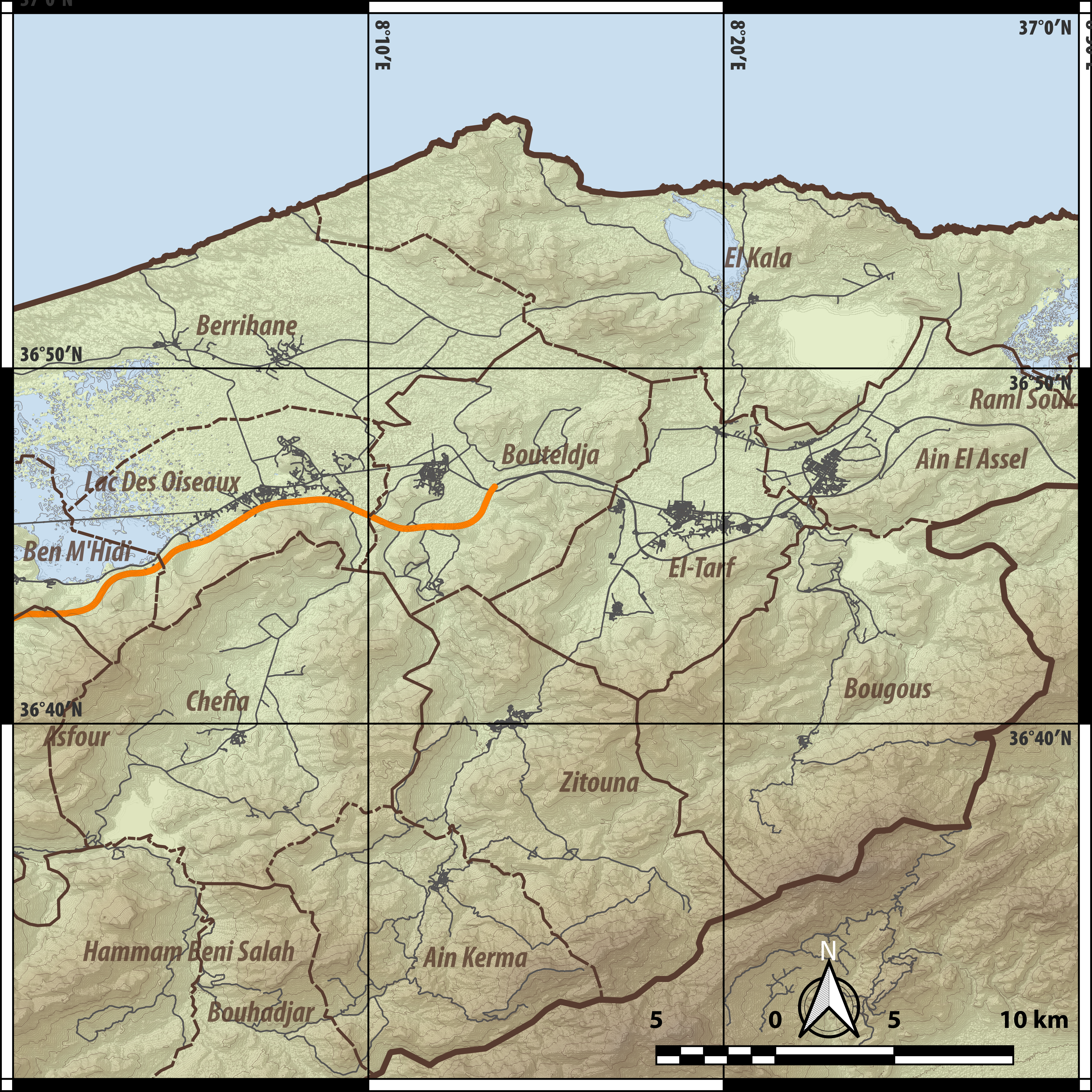
Carte topographique de la r#egion autour de Cheffia

| Ben Mehidi        | Lac des Oiseaux | Bouteldja         |
| Asfour            | El Cheffia      | Zitouna (El Tarf) |
| Hammam Beni Salah | Bouhadjar       | Ain Kerma         |

## Histoire
La vallée de cheffia est décrite en 1868 par Reboud comme suit. Son territoire est compris entre le versant oriental du Bou Habet et une série de mamelons herbeux où s’élèvent çà et là quelques jardins et des bouquets d'azeroliers. C'est une vallée qui mesure du nord au sud environ quinze kilomètres sur cinq de largeur. Elle est partagée en deux bassins par le plateau cultivé de Sidi-Bou-Aoun, qui possède des pierres de grand appareil. La vallée de la Cheffia renferme un certain nombre de ruines que l’on peut considérer comme des nécropoles libyques.
Reboud  décrit un certain nombre de nécropoles avec leur inscriptions lybiques, et en publie la carte qu'on voit dans cet article.

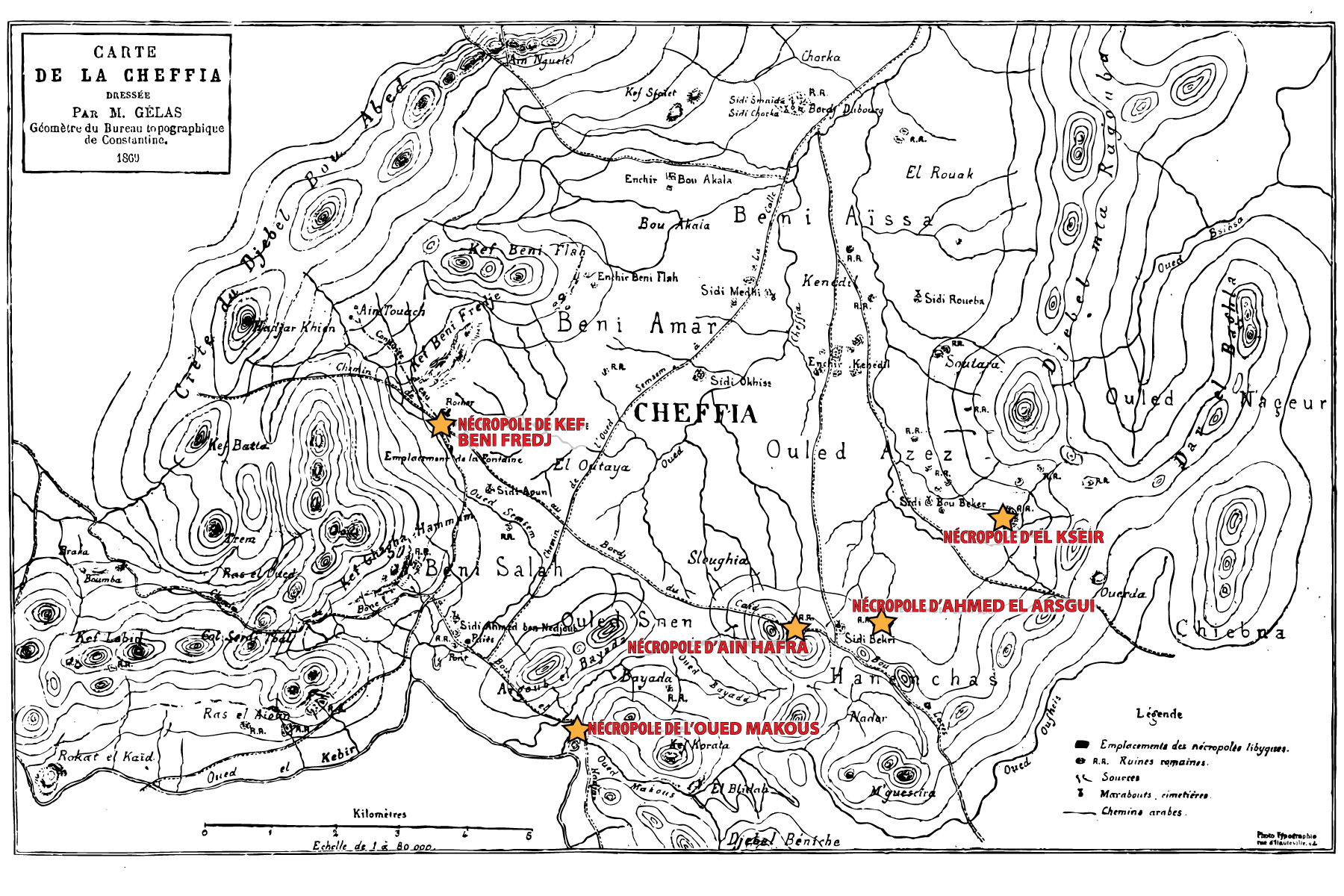
Carte montrant les sites où des nécropoles ont été découvertes autour de Cheffia

## Toponymie
Si l'on se réfère au livre de Marius Outrey, publié en 1860, Le dictionnaire de toutes les localités d'Algérie, le nom de la localité de Cheffia tiendrait du nom de la tribu du même nom qui habitait la région.